# مازي
مازي هي كومونا(بلدية) في مقاطعة تورينو في المنطقة الإيطالية بيدمونت ، وتقع على بعد حوالي 30 كيلومتر (19 ميل) شمال شرق تورينو .
تقع مازي على حدود البلديات التالية: فيش وكانديا كانافيز و مونكريفيلو و كالوسو و سيليانو و فيلاريجيا و رونديسون وشيفاسو .